# Безобразная герцогиня Маргарита Маульташ
«Безобразная герцогиня Маргарита Маульташ» (нем. Die häßliche Herzogin) — исторический роман немецкого писателя Лиона Фейхтвангера о реально существовавшей Маргарите, графине Тирольской. Роман повествует о некрасивой, но умной и образованной женщине, непонятой и недооцененной своими современниками, и о её несчастной судьбе.

## Сюжет
Действие романа происходит в эпоху позднего Средневековья — XIV век. Юную Маргариту, которой на тот момент исполнилось всего двенадцать, обвенчали с десятилетним Иоганном Генрихом.
Смирившись с участью некрасивой женщины, Маргарита всю себя посвятила своему герцогству, борясь за его процветание. Несмотря на все её усилия, у подданных Маргарита не пользовалась ни любовью, ни уважением. На протяжении всей жизни она ведёт неравную борьбу со своей современницей, графиней Агнессой, являющейся полной противоположностью Маргариты. Агнесса хороша собой, но не блещет умом. Особое наслаждение Агнессе доставляет разрушать всё, что дорого Маргарите.
Роман насыщен множеством трагических событий из жизни герцогини: развод с первым мужем, отлучение от церкви, эпидемия чумы, унёсшая жизни большей части населения, еврейские погромы, обвинения подданных, смерть двоих детей, предательство сына, интриги и политическая борьба, потеря владений. Ко всему добавляется слава самой безобразной женщины в истории.